# Алеманьйол
Алеманьйол (ісп. Alemañol, поєднання слів alemán і español) — змішана мова іспаномовного населення німецькомовних країн, яка є поєднанням німецької лексики, покладеної на іспанську граматику. Алеманьйол виник після 1960-х, коли іспанські переселенці масово емігрували до німецькомовних країн, сьогодні в цьому потоці найбільше латиноамериканців. Мова вкоренилася в промові представників другого та третього поколінь іспанців, які його використовують у повсякденному житті.
Здебільшого алеманьйол включає ті слова і вирази, які раніше були не відомі іспаномовним переселенцям або більш прості і зручні у вживанні. Наявність перших пояснюється тим, що нові предмети та явища, які не могли бути описані іспанською мовою, вимагали номінації, і саме німецька лексика дозволила підібрати відповідне слово. У другому випадку мається на увазі, що окремі німецькі слова простіше та зручніше у вживанні та вимагають меншої напруги для вилучення. Німецькі слова підлаштовуються під граматику іспанської. Так, з'явилися дієслова wanderear (wandern), bratear (braten, grillen), anmeldearse (sich anmelden), kaputearse (kaputtgehen), іменники la bánjof (der Bahnhof), la quela (der Keller), el uvan (die U-Bahn).